# 加里波利半岛历史遗址

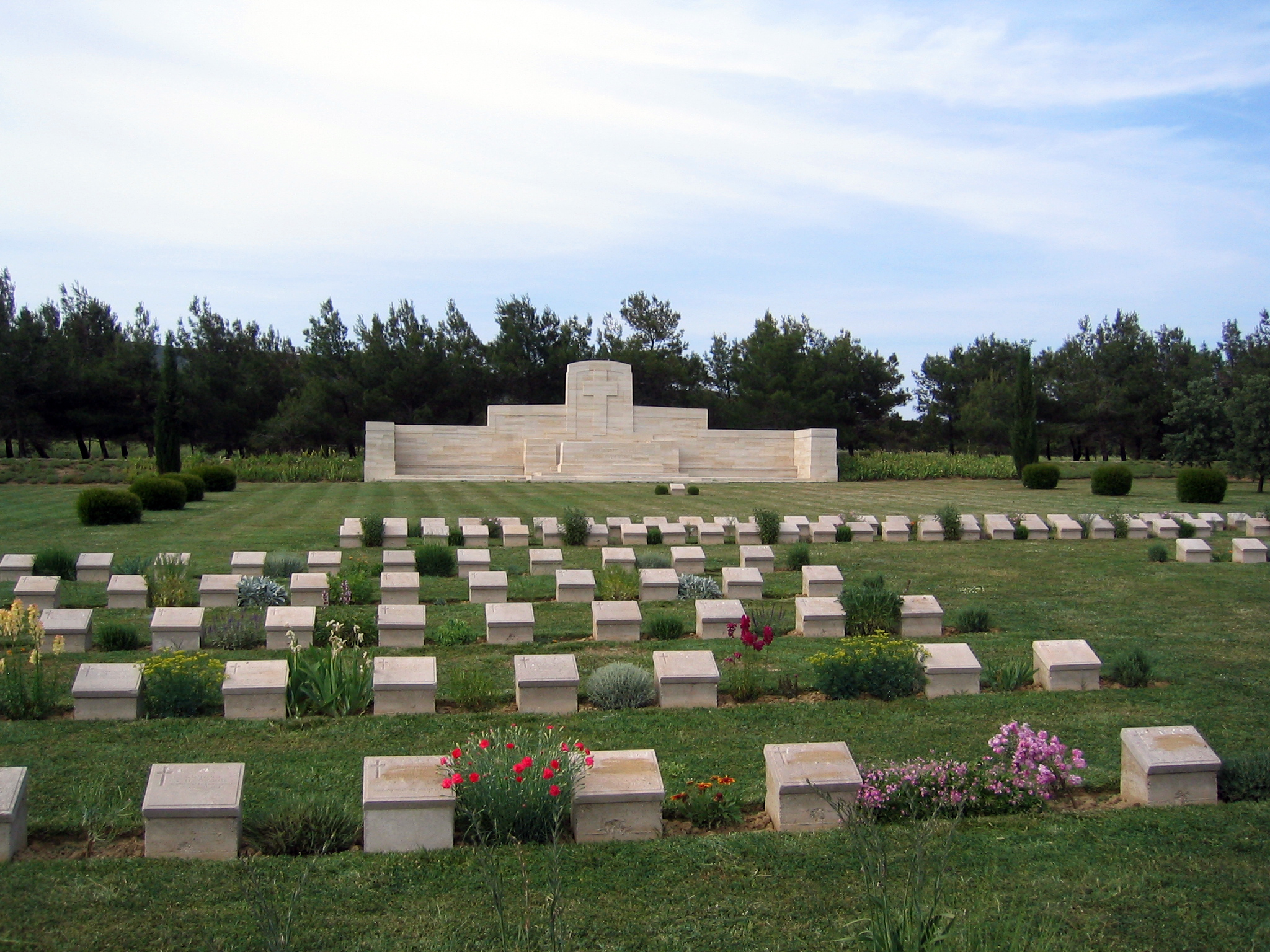
加里波利半岛阿兹马克公墓

加里波利半岛历史遗址位于土耳其盖利博卢半岛，占地超过33,000公顷，是當地的一個遺址公園。 该公园由土耳其政府于1973年創辦，並被列入联合国国家公园和保护区名单。加里波利半岛历史遗址是第一次世界大战時期加里波利戰爭的戰場。公园由雕像、纪念碑和墓地组成。該公园除了紀念一戰，還有考古意義，這裡有前40世纪的遺跡。